# Добронравов, Александр Андреевич
Александр Андреевич Добронравов (род. 30 июля 1962, Москва) — российский певец, композитор, продюсер.

## Биография

### Ранние годы
Родился 30 июля 1962 года в Москве на Арбате. Отец, Андрей Сергеевич Добронравов, профессор, родился в Москве в 1937 году. Мама, Сталина Фёдоровна Добронравова, инженер, родилась в 1938 году, уроженка Украины, родом из Купянска. Занимался фортепиано с детства с бабушкой, Марией Александровной Добронравовой. С 1969 года учился в общеобразовательной (№ 59) и музыкальной школах. В подростковом возрасте поступил в ВИА «Ровесники». В 1979 году поступил в институт культуры на дирижёрско-хоровое отделение, после окончания которого в 1983—1984 гг. служил в армии, принимал участие в строительстве БАМа.

### Карьера
В 1985 году поступил в МОМА (Московское объединение музыкальных ансамблей). Там он познакомился с Евгением Хавтаном и принял участие в работе над вторым альбомом группы «Браво». В 1986—1987 гг. начал работать самостоятельно, писал песни для Сергея Крылова. В 1986 году выпустил первый магнитоальбом «Александр Добронравов и группа „36,6“» на стихи В. Пеленягрэ, М. Крячкова, Ю. Юрченко, А. Шаганова. С 1988 по 1992 гг. работал в коллективе «Весёлые ребята», выступая в роли певца, клавишника, композитора и аранжировщика. В 1990 году стал лауреатом фестиваля «Песня года» за песню «Безнадёга», а в 1991 году — за песню «Дама с собачкой» на стихи Ларисы Рубальской. С 1988 по 1994 гг. работал с Сергеем Крыловым, написав для него песни «В далёком Бискайском заливе», «В притоне Катманду», «Месяц Май» (стихи Виктора Пеленягрэ), «Осень — золотые листопады» (стихи Владимира Брянского).
С 1995 по 1996 гг. работал в США вместе с группой музыкантов. Там в августе 1996 года написал песню «Как упоительны в России вечера». После возвращения в Россию в 1996 году написал песню «Ромашки для Наташки» (музыка А.Добронравов, В. Свердлов — стихи Н. Пляцковская). Также в 1996 году Александр Добронравов стал музыкальным руководителем фильма «Когда фонарики качаются ночные».
В 1996 году познакомился с Владимиром Жечковым, после чего стал композитором и музыкальным продюсером группы «Белый орёл». С 1997 по 2000 годы были выпущены альбомы «Птица высокого полёта», «Потому что нельзя быть красивой такой», «С высоких гор» и «Добрый вечер».
С 1999 года начал активную сольную карьеру. В 1999 году снял клип на песню «Безнадёга» и написал песню «Одинокая волчица» на стихи Германа Витке. В 2002 году вышел первый сольный альбом Добронравова под названием «Волчица». В этом альбоме Александр экспериментирует с джазом и блюзовым джаз-шансоном. С 2002-го по 2009-й годы песни из альбома «Волчица» «Дым Отечества», «Такси», «Безнадёга» и «Добрый вечер» звучали на «Радио Шансон». В 2001 году познакомился с поэтом-песенником Михаилом Таничем; первыми песнями, написанными на его слова, стали «Суп-тоска» и «ДПС». К 300-летнему юбилею Санкт-Петербурга Добронравов написал «Гимн Санкт-Петербургу» на стихи Евгения Муравьёва и Ларисы Фоминой. В 2010 году Александр Добронравов стал членом Союза композиторов России, а также получает премию «Шансон года» за песню «На ладонях вечности». В 2001—2013 годах писал песни для Филиппа Киркорова, Григория Лепса, Александра Буйнова, Владимира Преснякова, группы «Лесоповал» и многих других. В 2013 году выходит альбом «Территория Любви», написанный в сотрудничестве с Михаилом Таничем. 30 июля 2014 года состоялся цифровой релиз сборника лучших композиций Добронравова «The BEST» в iTunes. 30 октября 2015 года состоялся релиз нового альбома Александра Добронравова «Нежданно-Негаданно», а 9 ноября 2015 года состоялась премьера клипа на песню «Ангел 333» (режиссер Антон Дорин).
2 декабря 2017 года удостоен диплома фестиваля «Песня года 2017» за песню «На небе», написанную специально для Филиппа Киркорова, автор стихов Симон Осиашвили. Песня «На небе» также завоевала «Золотой Граммофон» и вошла в 20-ку лучших песен 2017 года. 7 марта 2018 года в Вегас Сити Холле состоялся юбилейный концерт Александра Добронравова. В 2017 и 2019 году Александр Добронравов стал лауреатом премии «Шансон года» за песни "Пельменная на Пятницкой" и "Набекрень" (стихи Михаил Танич) в исполнении группы «Лесоповал». 10 октября 2019 года состоялся релиз нового альбома «Любите друг друга!».
21 марта 2024 года Александр Добронравов выпустил клип и песню-посвящение "Я люблю свою жену", авторами песни являются Евгений Рогов и Антон Дорин.

## Санкции
21 августа 2022 года принял участие в праздничном концерте, посвященному дню флага России, который проводился в оккупированном российскими войсками Херсоне.
7 января 2023 года, из-за вторжения России на Украину, внесён в санкционный список Украины лиц «которые публично призывают к агрессивной войне, оправдывают и признают законной вооруженную агрессию РФ против Украины, временную оккупацию территории Украины». Предполагается блокировка активов на территории страны, приостановка выполнения экономических и финансовых обязательств, прекращение культурных обменов и сотрудничества, лишение украинских госнаград.

## Работы

### Дискография
Альбомы
- 2002 — «Волчица» (переиздан в 2003)
- 2007 — «Мужики, как мужики» (Александр Добронравов / Михаил Танич)
- 2013 — «Территория любви»
- 2014 — «The BEST»
- 2014 — «Города»
- 2014 — «Избранное»
- 2015 — «Нежданно-негаданно»
- 2018 — «Юбилейный концерт. Vegas City Hall. Live»
- 2019 — «Любите друг друга!»
- 2020 — «Осень-золотые листопады» (EP)
- 2020 — «Лучшие песни»
- 2023 — «Шестьдесят»
- 2024 — «Первый патриотический»
- 2025 — «Всё люблю»

Синглы
- 2003 — «Санкт-Петербург»
- 2014 — «Сердцу не прикажешь»
- 2015 — «Я с тобой»
- 2015 — «Ангел»
- 2015 — «Холодно»
- 2016 — «Родина»
- 2016 — «День любви»
- 2016 — «Мы снова будем вместе»
- 2016 — «Жизнь»
- 2017 — «Ромашки (Sun Version)»
- 2017 — «Оставайся»
- 2018 — «Открою двери»
- 2019 — «Мы все счастливые»
- 2020 — «Моя душа»
- 2021 — «Без тебя»
- 2022 — «Безнадёга» (дуэт с Варварой)
- 2022 — «Не хлопай дверью»
- 2022 — «Белая зима»
- 2023 — «За Победу, за Россию, за Донбасс!»
- 2023 — «Мир принадлежит молодым» (с группой «Пятеро»)
- 2023 — «Великая Россия»
- 2023 — «Сильнее» (с Варварой, Мариам Мерабовой, группой «Пятеро»)
- 2023 — «Лучше не бывает»
- 2023 — «Белая зима» (дуэт с Варварой)
- 2024 — «Я люблю свою жену»
- 2024 — «Колокольный звон» (с группой «Пятеро»)
- 2024 — «Родину не выбирают»
- 2024 — «Жизнь не кончается» (дуэт с Варварой)
- 2025 — «В чём причина?»
- 2025 — «Воздастся»
- 2025 — «Как упоительны в России вечера 2.0»

### Видеография
| Год  | Клип                                    | Авторы музыки и слов                                  | Режиссёр                                | #        |
| ---- | --------------------------------------- | ----------------------------------------------------- | --------------------------------------- | -------- |
| 1994 | «Осень — золотые листопады»             | муз. А. Добронравов — ст. В. Брянский                 | Григорий Константинопольский            | [ v 1 ]  |
| 1995 | «Ромашки для Наташки»                   | муз. В. Свердлов, А. Добронравов — ст. Н. Пляцковская | Эдуард Старосельский                    | [ v 2 ]  |
| 1999 | «Безнадёга»                             | муз. А. Добронравов — ст. Л. Рубальская               | Алексей Ивлев                           | [ v 3 ]  |
| 2002 | «Одинокая волчица»                      | муз. А. Добронравов — ст. Г. Витке                    | Владимир Янковский                      | [ v 4 ]  |
| 2003 | «Гимн Санкт-Петербургу» (сборная песня) | муз. А. Добронравов — ст. Е. Муравьёв, Л. Фомина      | Александр Файфман, Светлана Азарова     | [ v 5 ]  |
| 2009 | «Облака»                                | муз. А. Добронравов — ст. В. Пеленягрэ                | Роман Бутовский                         | [ v 6 ]  |
| 2014 | «Нежданно — Негаданно»                  | муз. А. Добронравов— ст. А. Антыков                   | Алексей Куприянов                       | [ v 7 ]  |
| 2015 | «Холодно»                               | муз. А. Добронравов — ст. И. Дюкова                   | Александра Ерпылёва                     | [ v 8 ]  |
| 2015 | «Ангел, 333»                            | муз. А. Добронравов — ст. С. Крылов                   | Антон Дорин                             | [ v 9 ]  |
| 2019 | «Удар ниже пояса»                       | муз. А. Добронравов — ст. Д. Солопов                  | Антон Дорин                             | [ v 10 ] |
| 2020 | «#СПАСИБОДОКТОРАМ»                      | Леся Кир                                              | «Чемоданов Продакшн»                    | [ v 11 ] |
| 2022 | «Не хлопай дверью»                      | муз. А. Добронравов — ст. М. Танич                    | Антон Дорин                             | [ v 12 ] |
| 2023 | «Сильнее»                               | Павел Киселёв                                         | Антон Иванов, при участии Антона Дорина | [ v 13 ] |
| 2023 | «Великая Россия»                        | муз. А. Добронравов — ст. П. Синявский, А. Шаганов    | READOVKA                                | [ v 14 ] |
| 2024 | «Я люблю свою жену»                     | муз. Е. Рогов — ст. А. Дорин                          | Антон Дорин                             | [ v 15 ] |
| 2024 | «Родину не выбирют»                     | муз. А. Добронравов — ст. С. Каргашин                 | Антон Дорин                             | [ v 16 ] |
| 2025 | «В чём причина?»                        | муз. А. Добронравов — ст. Л. Измайлов                 | Антон Дорин                             | [ v 17 ] |
| 2025 | «Воздастся»                             | муз. А. Добронравов, А. Дорин — ст. И. Овчинников     | Антон Дорин                             | [ v 18 ] |

## Награды
- Медаль «За труды в культуре и искусстве» (12 апреля 2024 года) — за большой вклад в развитие отечественной культуры и искусства, многолетнюю плодотворную деятельность[7].